# Прапор Макао
Прапор спеціального адміністративного району Макао (кит. трад. 澳門特別行政區區旗, спр. 澳门特别行政区区旗) складається з світло-зеленого фону з квіткою лотоса, стилізованого під міст Губернатора Номбре де Карвальо, води, зображеної білими лініями, дуги з п'яти золотих п'ятипроменевих зірок: однією великою в центрі дуги і чотирьох маленьких.
Опис прапора закріплено в Основному законі Макао — конституційному документі району. Виготовлення, допустиме використання і неприпустимість паплюження прапора також регламентуються в положеннях про регіональний прапор та регіональний герб.

## Символіка
Лотос був обраний як квіткова емблема Макао. Міст губернатора Номбре де Карвальо пов'язує Півострів Макао і острів Тайпа. Міст — один з небагатьох відомих орієнтирів Макао. Вода відображає в символічній формі положення і значення Макао, як порту і його роль в історії. П'ять п'ятипроменевих зірок повторюють проєкт прапора КНР, відображаючи у символічній формі відносини Макао і КНР.